# 紅月奏美
紅月 奏美（こうづき かなみ）は日本の女性声優。主にアダルトゲームに出演している。

## 出演

### アダルトゲーム
- 2013年間
  - 真・秘湯めぐり（2013年、Windows 2000/XP/Vista/7）夕月伊織 役[3]
  - おっぱい以外がダメすぎる姉（Windows XP/Vista/7）青山留美、綿貫真奈 役[4]
  - 大冒険！ゆけ☆ゆけおさわりアイランド 〜エッチな美少女、狩りまくりっ!〜[5][注釈 1]（iOS 4.0以上/Android 2.3以上）[6]菓多久里子 役[7][注釈 2]
- 2014年間
  - 大冒険！ゆけ☆ゆけおさわりアイランド 〜エッチな美少女、狩りまくりっ!〜[5][注釈 1]（2014年、上記に同じ）宇多川勇、ボニー 役[8][注釈 2]
  - 恥辱の女騎士 オークの出来そこないである貴様なんかに、この私が……!!（Windows Vista/7/8）エローラ姫 役[9]
  - 対魔忍アサギ 決戦アリーナ（Windows Vista以上/iOS 6.1以上/Android 2.3以上）シュヴァリエ、星乃深月 役[10][注釈 3]
- 2015年間
  - 対魔忍アサギ 決戦アリーナ（2015年、上記に同じ）シュヴァリエ、星乃深月、三好桔梗、由利翡翠、トゥーリア＝エルスハイマー 役[10][注釈 3]
  - 超・秘湯めぐり（Windows 2000/XP/Vista/7/8）夕月伊織 役[5]
  - 巨乳くのいち・朱雀 〜触手、潮吹き責め〜（Windows 7/8/8.1）沙雪 役[11]
- 不詳
  - ネトラレロワイヤル[5]（iOS/Android）[12] 役
  - Fairy Fantasia[5]（Google Chrome/Internet Explorer 9以上/Safari）[13] 役

### 音声ドラマ
- ご奉仕ボイスドラマ「02：エローラ 編」（2014年）エローラ姫 役 - 『恥辱の女騎士 オークの出来そこないである貴様なんかに、この私が……!!』の公式通販特典[14]。